# Zaira
Zaira es una ópera seria en dos actos con música de Vincenzo Bellini y libreto en italiano de Felice Romani, basado en la tragedia de Voltaire, Zaïre (1732). Se estrenó en el Teatro Regio de Parma el 16 de mayo de 1829. 

## Historia
Fue la quinta ópera de Bellini, y siguió rápidamente a su composición y estreno en febrero de 1829 de La straniera en La Scala. Zaira se estrenó en el "Nuovo Teatro Ducale" en Parma (hoy el Teatro Regio) el 16 de mayo de 1829. Sin embargo, la ópera, que había sido escrita expresamente para la inauguración del teatro, fue un fracaso en el estreno. Mientras que el éxito de Bellini había sido inmediato, "fue el primer contratiempo serio en una carrera brillante hasta entonces." Un crítico atribuye el fracaso al amor tradicional de Parma y su favoritismo por la música de Rossini, mientras que otro señala que una combinación del compositor al que se veía demasiado por la ciudad (cuando se suponía que estaba trabajando) y el hecho de que Romani había señalado en el libreto impreso que la ópera se había escrito en solo 30 días fueron factores significativos.
Bellini más tarde volvió a usar partes sustanciales de la música de Zaira para su siguiente ópera Capuletos y Montescos, que recibió su estreno en marzo de 1830.
Excepto por una reposición en 1836 en Florencia, ninguna representación se hizo en 140 años Sin embargo, Zaira se repuso en 1976 en una reconstrucción de Rubino Profeta en el Teatro Massimo Bellini en Catania con un reparto que incluía a Renata Scotto y Giorgio Lamberti, y de nuevo en 1990 con Katia Ricciarelli y Ramón Vargas. Ambas producciones se grabaron. Esta ópera rara vez se representa en la actualidad; en las estadísticas de Operabase aparece con solo 2 representaciones para el período 2005-2010. Aparte de representaciones en 2006 en el Musiktheater im Revier de Gelsenkirchen, Alemania, y una representación de concierto en el Festival de Radio France et Montpellier de 2009 en Francia, las representaciones de esta ópera son raras.

## Personajes
| Personaje                             | Tesitura     | Reparto del estreno, 16 de mayo de 1829 (Director: Ferdinando Melchiorri) |
| ------------------------------------- | ------------ | ------------------------------------------------------------------------- |
| Zaira, favorita de Orosmane           | soprano      | Henriette Méric-Lalande                                                   |
| Orosmane, sultán de Jerusalén         | bajo         | Luigi Lablache                                                            |
| Nerestano, hermano de Zaira           | mezzosoprano | Teresa Cecconi                                                            |
| Corasmino, visir                      | tenor        | Carlo Trezzini                                                            |
| Lusignano, padre de Zaira y Nerestano | bajo         | Giovanni Inchindi                                                         |
| Castiglione                           | tenor        | Francesco Antonio Biscottini                                              |
| Fatima                                | soprano      | Marietta Sacchi                                                           |
| Meledor                               | bajo         | Pietro Ansiglioni                                                         |

## Argumento
La acción se desarrolla en Jerusalén en el harén del sultán Orosmane en torno a los siglos XIV-XV.
La trama de la ópera gira en torno a la heroína, Zaira, que lucha entre su fe cristiana y su amor por Orosmane, el sultán musulmán de Jerusalén. En época de las Cruzadas, en el Jerusalén reconquistado a los franceses por el sultán Saladino (1138-1193), vencedor de los Caballeros Templarios, el sultán Orosmane no quiere ver a los cristianos en Tierra Santa, especialmente al conde de Lusignan. En contra del consejo del visir Corasmino, el sultán ama a Zaira, cautiva francesa. Aparece un francés: Nérestan que es el hermano de Zaira e hijo de Lusignan reclamando que los derechos de su familia sean reconocidos y restablecidos. Se siente desgarrado por su pasión imposible, por no encontrar modo de reconciliar el deseo y el deber, no puede casarse con una cristiana, siendo él musulmán. En medio de una lucidez angustiosa, el sultán mata a Zaira y se mata a sí mismo después.

## Principales números
- Per chi mai, per chi pugnasti ?, cavatina de Corasmino (acto I)
- Amo ed amata io sono, cavatina de Zaira (acto I)
- Qui crudele, in questa terra, trío Lusignano, Nerestano y Zaira (acto I)
- O Zaira, in quel momento, aria de Nerestano (acto II)
- Preludio a la última escena: solo de corno inglés (acto II)

## Grabaciones
| Año  | Reparto (Zaira, Orosmane, Corasmino, Nerestano, Lusignano)                            | Director, Teatro de ópera y orquesta                                                                                                 | Sello discográfica                  |
| ---- | ------------------------------------------------------------------------------------- | --- | ----------------------------------- |
| 1976 | Renata Scotto, Luigi Roni, Giorgio Lamberti, Maria Luisa (Bordin) Nave, Mario Rinaudo | Danilo Belardinelli Orquesta y coro de Teatro Massimo Bellini (Grabación de una representación en Catania, 30 de marzo y 1 de abril) | Audio CD: Opera d'Oro Cat: OPD 1442 |
| 1990 | Katia Ricciarelli, Simone Alaimo, Ramón Vargas, Alexandra Papadjakou, Luigi Roni      | Paolo Olmi Orquesta y Coro del Teatro Massimo Bellini (Grabado en representaciones en Catania, 23, 25, 27 de septiembre)             | Audio CD: Nuova Era Cat: 6982/83    |